# Louis Joseph Reicher
Louis Joseph Reicher (* 14. Juni 1890 in Piqua, Ohio, USA; † 23. Februar 1984) war Bischof von Austin.

## Leben
Louis Joseph Reicher empfing am 6. Dezember 1918 das Sakrament der Priesterweihe.
Am 29. November 1947 ernannte ihn Papst Pius XII. zum Bischof von Austin. Der Bischof von Galveston, Christopher Edward Byrne, spendete ihm am 14. April 1948 die Bischofsweihe; Mitkonsekratoren waren der Bischof von Lansing, Joseph Henry Albers, und der Koadjutorbischof von Corpus Christi, Mariano Simon Garriga.
Reicher nahm an allen vier Sitzungsperioden des Zweiten Vatikanischen Konzils als Konzilsvater teil.
Am 15. November 1971 nahm Papst Paul VI. das von Louis Joseph Reicher aus Altersgründen vorgebrachte Rücktrittsgesuch an.